# Participação Especial (Cássia Eller)
Participação Especial compila duetos lançados pela cantora brasileira Cássia Eller, com figuras bastante conhecidas da MPB e do rock nacional.

## Faixas
| N.º | Título                                           | Letras                                                 | Música                  | Duração |  |
| 1.  | "Juventude Transviada"                           | Luíz Melodia                                           | (com Luiz Melodia)      | 4:40    |  |
| 2.  | "Milagreiro"                                     |                                                        | (com Djavan)            | 5:45    |  |
| 3.  | "Relicário"                                      | Nando Reis                                             | (com Nando Reis)        | 3:48    |  |
| 4.  | "Mr. Scarecrow"                                  | Herbert Vianna                                         | (com Herbert Vianna)    | 3:05    |  |
| 5.  | "Um Tiro No Coração"                             | Nando Reis                                             | (com Sandra de Sá)      | 4:09    |  |
| 6.  | "Malandragem"                                    | Cazuza/Roberto Frejat                                  | (com Barão Vermelho)    | 4:35    |  |
| 7.  | "De Esquina"                                     | Dentinho Dentinho                                      | (com Xis e Nação Zumbi) | 4:28    |  |
| 8.  | "Arainha Da Noite/I Can't Get No (Satisfaction)" | Mick Jagger / Wolfgang Amadeus Mozart / Keith Richards | (com Edson Cordeiro)    | 2:39    |  |
| 9.  | "Luz del Fuego"                                  | Rita Lee                                               | (com Rita Lee)          | 3:32    |  |
| 10. | "Faça O Que Quiser Fazer"                        |                                                        | (com Fábio Allman)      | 4:19    |  |
| 11. | "Erva Daninha"                                   | Nelson Cavaquinho                                      | com Guilherme de Brito) | 3:14    |  |
| 12. | "Você Passa, Eu Acho Graça"                      | Ataulfo Alves                                          | (com Noite Ilustrada)   | 3:26    |  |
| 13. | "Não Deixe O Samba Morrer"                       |                                                        | (com Alcione)           | 4:29    |  |
| 14. | "Quando a Maré Encher"                           | Roger Man                                              | (com Nação Zumbi)       | 3:29    |  |